# Christa Deguchi
Christa Deguchi (Shiojiri, 29 ottobre 1995) è una judoka giapponese naturalizzata canadese, campionessa olimpica nella categoria 57 kg a Parigi 2024.

## Palmarès
- Giochi olimpici

Parigi 2024: oro nei 57 kg.
- Mondiali

Baku 2018: bronzo nei 57 kg.
Tokyo 2019: oro nei 57 kg.
Doha 2023: oro nei 57 kg.
Abu Dhabi 2024: argento nei 57 kg.
- Campionati panamericani

San Jose 2018: oro nei 57 kg.
Lima 2019: oro nei 57 kg.
- Giochi del Commonwealth

Birmingham 2022: oro nei 57kg.
- Campionati mondiali juniores di judo

Lubiana 2013: bronzo nei 57 kg.
Fort Lauderdale 2014: bronzo nei 57kg.

### Vittorie nel circuito IJF
| Data             | Località     | Paese         | Categoria  |
| ---------------- | ------------ | ------------- | ---------- |
| 5 dicembre 2013  | Jeju         | Corea del Sud | Grand Prix |
| 10 febbraio 2018 | Parigi       | Francia       | Grand Slam |
| 25 maggio 2018   | Hohhot       | Cina          | Grand Prix |
| 27 luglio 2018   | Zagabria     | Croazia       | Grand Prix |
| 9 febbraio 2019  | Parigi       | Francia       | Grand Slam |
| 15 marzo 2019    | Ekaterinburg | Russia        | Grand Slam |
| 5 luglio 2019    | Montreal     | Canada        | Grand Prix |
| 8 febbraio 2020  | Parigi       | Francia       | Grand Slam |
| 1 aprile 2021    | Antalya      | Turchia       | Grand Slam |
| 15 luglio 2022   | Zagabria     | Croazia       | Grand Prix |
| 4 novembre 2022  | Baku         | Azerbaigian   | Grand Slam |
| 23 giugno 2023   | Ulan Bator   | Mongolia      | Grand Slam |
| 2 dicembre 2023  | Tokyo        | Giappone      | Grand Slam |
| 16 febbraio 2024 | Baku         | Azerbaigian   | Grand Slam |
| 29 marzo 2024    | Antalya      | Turchia       | Grand Slam |
| 10 maggio 2024   | Astana       | Kazakistan    | Grand Slam |